# کارل مک‌کالک
کارل مک‌کالک (انگلیسی: Kaarle McCulloch؛ زادهٔ ۲۰ ژانویهٔ ۱۹۸۸) دوچرخه‌سوار زن اهل استرالیا است.
وی در مسابقات کشوری و بین‌المللی در مجموع برندهٔ ۷ مدال طلا، ۶ مدال نقره، ۵ مدال برنز شده‌است.